# Бікзян
Бікзян (рос. Бикзян, башк. Бикйән) — присілок у складі Бураєвського району Башкортостану, Росія. Входить до складу Бураєвської сільської ради.
Населення — 183 особи (2010; 228 у 2002).
Національний склад:
- удмурти — 71 %